# Paliani
Paliani (em grego: Παλιανή) ou Palianis é uma unidade municipal e um subúrbio de Heraclião, no centro da ilha de Creta, Grécia.
A unidade municipal tem 21,423 km² de área e em 2011 tinha 2 404 habitantes (densidade: 112,2 hab./km²). Paliani, que antes de 1999 se chamou Tetrachorio, foi um município até ser extinto pela reforma administrativa para passar a ser a atual unidade municipal, a qual é constituída pelas comunas de Augeniké (ou Avgenikí; Αυγενική; 804 habitantes), Cerásia (Κεράσια; 366 hab.), Venerato (Βενεράτο; 917 hab.) e Siva (Σίβα; 264 hab.) e cuja capital é a aldeia de Venerato.
O nome deve-se ao mosteiro feminino de Paliani (Μονή Παλιανής), situado a cerca de um quilómetro a sudeste de Venerato.
Venerato encontra-se 22 km a sudoeste de Heraclião, menos de 2 km a sul de Siva, 1 km a leste de Cerásia, 1,5 km a nordeste de Augeniké e 32 km a nordeste de Moires.